# Commiphora quadricincta
Commiphora quadricincta là một loài thực vật có hoa trong họ Burseraceae. Loài này được Schweinf. mô tả khoa học đầu tiên năm 1899.